# Sven Järve
Sven Järve (* 9. července 1980 Tallinn, Sovětský svaz) je bývalý estonský sportovní šermíř, který se specializoval na šerm kordem. Estonsko reprezentoval mezi muži od roku 2003. V roce 2006 získal třetí místo na mistrovství světa v soutěži jednotlivců. Na olympijské hry se nekvalifikoval zejména z důvodu slabých výsledků estonského družstva.